# فاناي يا سوفلي
فاناي يا سوفلي (بالإنجليزية: Vanayi-ye Sofla)‏ هي منطقة سكنية تقع في إيران في Koregah-e Sharqi Rural District. يقدر عدد سكانها بـ 24 نسمة .